# Tetralonia mitsukurii
Tetralonia mitsukurii là một loài Hymenoptera trong họ Apidae. Loài này được Cockerell mô tả khoa học năm 1911.